# Zunil
Zunil är en kommunhuvudort i Guatemala.   Den ligger i departementet Departamento de Quetzaltenango, i den sydvästra delen av landet, 110 km väster om huvudstaden Guatemala City. Zunil ligger 2 105 meter över havet och antalet invånare är 9 986.
Terrängen runt Zunil är kuperad åt nordost, men åt sydväst är den bergig. Zunil ligger nere i en dal. Runt Zunil är det ganska tätbefolkat, med 155 invånare per kvadratkilometer. Närmaste större samhälle är Quetzaltenango, 6,8 km nordväst om Zunil. I omgivningarna runt Zunil växer i huvudsak blandskog.